# Macmurtryseius
Macmurtryseius es un género de ácaros perteneciente a la familia  Phytoseiidae.

## Especies
El género contiene las siguientes especies:
- Macmurtryseius armellae (Schicha & Gutierrez, 1985)
- Macmurtryseius christinae (Schicha, 1981)
- Macmurtryseius hebridensis (McMurtry & Moraes, 1984)